# 스트레스 관리

스트레스의 인지와 대처

스트레스 관리(stress management)는 사람의 스트레스, 특히 만성 스트레스 수준을 통제하는 것을 목표로 하는 다양한 기법과 심리요법으로, 일반적인 목적은 일상 기능을 개선하는 것이다.

## 모델
일반화된 모델은 다음과 같다:
- 싸움-도망 반응 (1914년, 1932년)
- 일반적응증후군(General adaptation syndrome, 1933년)
- 헨리와 스티픈스 스트레스 모델 (1977년)
- 인지 스트레스 모델 (Transactional(cognitive) Stress Model / stress model of Lazarus after Lazarus, 1974년)
- 자원보존이론 (Theory of resource conservation, 1988년, 1998년, 2004년)

## 스트레스 산업
스트레스 관리를 위한 기계나 장치를 제조하고 판매하는 산업이다. 실내를 꽃 향기나 숲의 싱그러움으로 채워주는 장치나 특수용액에 몸을 담그면 긴장이 해소되는 장치 등이 개발되고 있다. 근래 들어 과학적으로 인증되지 않은 것이 상품화되는 경향이 있어 주의가 요구되고 있다.

## 기술
요구 수준이 높으면 추가 업무나 노력의 부담이 지워진다. 새로운 스케줄을 짜고 비정상적으로 높고 개인적인 요구의 기간이 지날 때까지, 이전 스케줄의 정상적인 빈도와 지속은 제한된다.
이러한 기술들 대부분은 꽉 움켜쥐고 버리지 못한 스트레스를 다룬다. 다음 방식 중 일부는 일반 스트레스 수준보다 낮추어, 일시적으로나마 생리적 문제들을 조상해 준다. 일부는 스트레스 요인(stressor)을 고도의 몰두(abstraction) 상태에서 직면하는 것이다.
- 자율훈련법(Autogenic training)
- 사회적 활동(Social activity)
- 인지 치료(Cognitive therapy)
- 갈등 해결(Conflict resolution)
- 뇌신경 이완 기술(Cranial release technique)
- 취미(Hobby)
- 명상(Meditation)
- 마음챙김(Mindfulness)
- 대처 기술로서의 음악(Music as a coping strategy)
- 심호흡(Deep breathing)
- 요가 니드라(Yoga Nidra)
- 향정신제(Nootropics)
- 소설 읽기(Reading novels)
- 기도(Prayer)
- 이완 기술(Relaxation technique)
- 예술 표현(Artistic expression)
- 부분 이완(Fractional relaxation)
- 유머(Humour)
- 운동(Physical exercise)
- 발전적 이완(Progressive relaxation)
- 스파(Spa)
- 신체 훈련(Somatics training)
- 자연에서 시간 보내기(Spending time in nature)
- 스트레스 볼(Stress ball)
- 자연약(Natural medicine)
- 대체 치료(Clinically validated alternative treatments)
- 시간 관리(Time management)
- 계획 및 결정(Planning and decision making)
- 이완 음악 듣기(Listening to certain types of relaxing music)[2][3]
- 애완동물과 시간 보내기(Spending quality time with pets)

철학적 패러다임에 따라 스트레스 관리 기술은 다양할 것이다.